# دوميساني نغوينيا
دوميساني نغوينيا (بالإنجليزية: Dumisani Ngwenya)‏ (28 أكتوبر 1984 ببيترماريتزبرغ في جنوب أفريقيا - ) هو لاعب كرة قدم جنوب أفريقي في مركز الهجوم. شارك مع منتخب جنوب أفريقيا لكرة القدم. أما مع النوادي، فقد لعب مع نادي جامعة بريتوريا وDynamos F.C. (South Africa) ‏ ونادي أمازولو.

## روابط خارجية
- دوميساني نغوينيا على موقع قاعدة بيانات كرة القدم.إي يو (الإنجليزية)
- دوميساني نغوينيا على موقع ناشيونال فوتبول تيمز (الإنجليزية)